# Opogona pulveripennis
Opogona pulveripennis är en fjärilsart som beskrevs av Thomas Vernon Wollaston 1879. Opogona pulveripennis ingår i släktet Opogona och familjen äkta malar. Inga underarter finns listade i Catalogue of Life.